# Ludwik Konopko
Ludwik Konopko (sinh ngày 7 tháng 12 năm 1970 tại Lviv) là một nghệ sĩ guitar và nhà soạn nhạc người Ba Lan chuyên dòng nhạc blues, jazz, flamenco, và nhạc thế giới.

## Sự nghiệp âm nhạc
Konopko sinh ra ở Lviv, miền tây Ukraina. Năm 1989, Konopko cùng với nhạc sĩ rock người Ukraina Oleh Suk thành lập ban nhạc Tea Fan Club (TFC) ở Lviv. Năm 1990, ban nhạc TFC biểu diễn tại Lễ hội giới trẻ về văn hóa thay thế Vyvych. Ngày nay, ban nhạc Tea Fan Club đã trở thành huyền thoại một thời ở Ukraina.

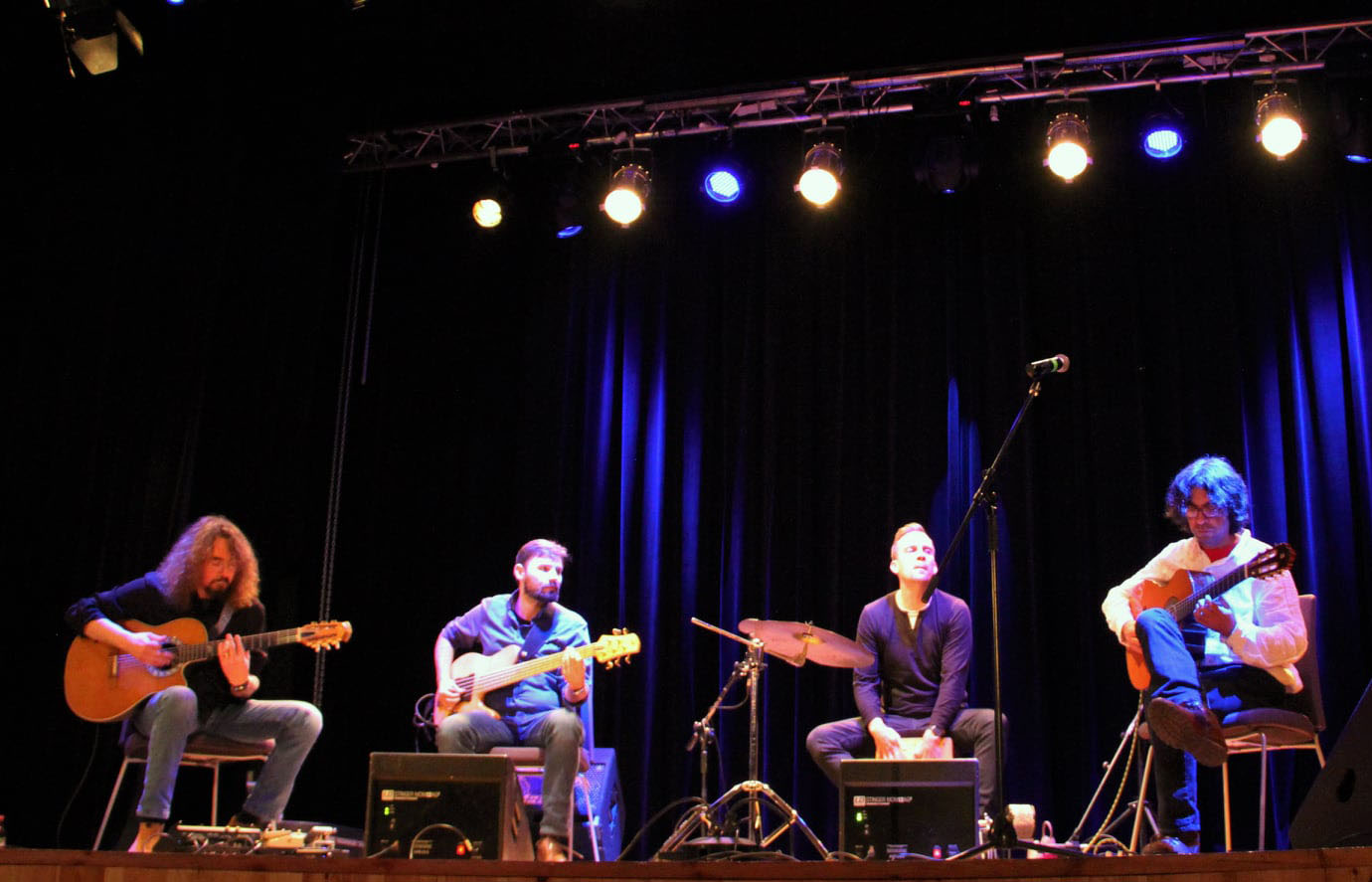
Ban nhạc ZOA (2020)

Từ năm 1991, Ludwik Konopko sinh sống ở Ba Lan. Anh thành lập ban nhạc Cocotier cùng với nghệ sĩ Andrzej Krośniak vào năm 1999, và vào năm 2002, anh thành lập một ban nhạc khác tên là Acoustic Travel Band. Cả hai ban nhạc đã đi lưu diễn trên khắp châu Âu và tham gia nhiều lễ hội ở Ferrara, Novara, Olegio, và Orte. Lúc bấy giờ, các đĩa nhạc, chủ yếu là các sáng tác của Ludwik Konopko, đã được bán ra hàng chục nghìn bản. Năm 2005, ban nhạc Acoustic Travel Band cũng góp mặt tại lễ hội Non-Stop Festival ở Wroclaw.
Kể từ năm 2012, Ludwik Konopko là thành viên của ban nhạc Pilar. Ban nhạc Pilar biểu diễn thường xuyên ở cả Ba Lan và nước ngoài. Năm 2019, anh thành lập ban nhạc ZOA và giữ vai trò trưởng nhóm cho đến ngày nay. Ban nhạc ZOA biểu diễn các sáng tác gốc của Ludwik Konopko và các bản cover guitar của các tác giả khác.
Ludwik Konopko biểu diễn solo cũng như hợp tác với các nghệ sĩ và ban nhạc khác trong hơn 30 năm. Khả năng sáng tác và kỹ năng guitar đã giúp Konopko thu hút được người hâm mộ.

## Đĩa nhạc
- Cafe Sanacja - Cocotier (2001)
- Acoustic Travel - Acoustic Travel Band (2002)
- Kundzia - Acoustic Travel Band (2005)[6]
- Come Back - Acoustic Travel Band (2007)
- O.K. - Acoustic Travel Band (2008)
- Twarze (2010)
- Taruna (2012)
- Nasz Poddasze - Pilar (2014)
- Free Time (2016, 2021)
- Skrzydła - Pilar (2020)
- RAIA (2021)